# حادث طائرة القوات الجوية الجزائرية 2014
في يوم 11 فبراير 2014 تحطمت طائرة من نوع لوكهيد سي-130 هيركوليز التابعة للقوات الجوية الجزائرية بالقرب من عين كرشة، ولاية أم البواقي، متسببة في مقتل 77 شخص ونجاة راكب واحد من أصل 78 شخص ممن كانوا على متنها، وكالات الأنباء الجزائرية صرحت بأنه كان 102 شخص بالإضافة للطاقم على متن الطائرة، و من ضمن ركاب الطائرة كان عدد من الجنود بالإضافة لأعضاء من عائلاتهم، الإتصال بين برج المراقبة والطائرة فُقد بين أم البواقي وقسنطينة.
و يرجح أن سوء الأحوال الجوية هي المتسبب في الحادث.

## الطائرة
الطائرة من نوع لوكهيد سي-130 هيركوليز أمريكية الصنع ذات رقم تسجيل 7T-WHM و صنعت سنة 1982، وأكدت شركة لوكهيد مارتن أنها باعت طائرات سي-130 للقوات الجزائرية من 1981 حتى 1990.